# Sphigmothorax tsushimanus
Sphigmothorax tsushimanus là một loài bọ cánh cứng trong họ Cerambycidae.